# آذرنوش مهدویان
آذرنوش مهدویان، (متولد ۲۳ مهر ۱۳۲۶ تبریز، (اصفهانی الاصل – ۲۸ مرداد ۱۳۵۸)، یکی از ۱۱ نفری بود که در ۲۸ مرداد ۱۳۵۸ به اتهام «فساد فی الارض و محاربه با خدا و رسول خدا» در زندان دیزل آباد کرمانشاه اعدام شدند. وی در میان این ۱۱ نفر تنها کسی بود که بیشتر به حزب توده ایران گرایش داشت. شغل مهدویان در یک منبع دبیر دبیرستان و استاد دانشگاه و در منبعی دیگر کارمند بهزیستی ذکر شده‌است.

## اعدام
آذرنوش مهدویان در روز ۲۷ مرداد ۱۳۵۸ دستگیر و همان شب در ساعت ۲:۴۰ به همراه هرمز گرجی بیانی و ۹ معلم دیگر در زندان دیزل آباد کرمانشاه بدون محاکمه اعدام شد. اعلام شده بود که او به همراه گرجی بیانی در پاوه و در جریان مبارزهٔ مسلحانه دستگیر شده‌است؛ اما این مسئله هرگز اثبات نشد. روزنامه کار در خبر واقعه نوشته بود که از ۱۱ نفر اعدامی، پیش از اعدام نزدیک به ۳ لیتر خون گرفته شده و برای پاسدارها به پاوه فرستاده شده‌است. حاکم شرع کرمانشاه، علی رازی‌زاده گفته بود که مدرک «اقدامات» آذرنوش مهدویان و عضویت او در حزب توده اعتراف و اقرار صریح او بوده‌است. به گفته وی، مهدویان «در لحظات قبل از اعدام شعار حزب توده را می‌داد».